# Podsavezna nogometna liga Doboj 1961./62.
Podsavezna nogometna liga Doboj, također i kao "Dobojska podsavezna liga" je bila liga petog stupnja nogometnog prvenstva Jugoslavije u sezoni 1961./62. 
 Sudjelovalo je 8 klubova, a prvak je bio "Zadrugar" iz Tarevaca. 

## Ljestvica
| mj. | klub                | ut. | pob. | ner. | por. | gol+ | gol- | bod |
| --- | ------------------- | --- | ---- | ---- | ---- | ---- | ---- | --- |
| 1.  | Zadrugar Tarevci    | 13  | 9    | 1    | 3    | 55   | 21   | 19  |
| 2.  | Radnički Maglaj     | 13  | 7    | 4    | 2    | 47   | 26   | 18  |
| 3.  | TOŠK Tešanj         | 13  | 8    | 2    | 3    | 44   | 30   | 18  |
| 4.  | Dinamo Teslić       | 13  | 5    | 2    | 6    | 36   | 41   | 12  |
| 5.  | Mladost Modran      | 13  | 5    | 2    | 6    | 21   | 32   | 12  |
| 6.  | Željezničar Doboj   | 7   | 5    | 0    | 2    | 26   | 10   | 10  |
| 7.  | Borac Jelah         | 13  | 2    | 1    | 10   | 13   | 55   | 5   |
| 8.  | Jedinstvo Novi Grad | 13  | 2    | 0    | 11   | 17   | 46   | 4   |

- "Željezničar" iz Doboja odustao uoči drugog dijela

## Rezultatska križaljka
| kratica | klub                | BOR | DIN | JED | MLA | RAD | TOŠK | ZAD | ŽELJ |
| --- | ------------------- | --- | --- | --- | --- | --- | ---- | --- | ---- |
| BOR | Borac Jelah         |     |     |     |     |     |      |     |      |
| DIN | Dinamo Teslić       |     |     |     |     |     |      |     |      |
| JED | Jedinstvo Novi Grad |     |     |     |     |     |      |     |      |
| MLA | Mladost Modran      |     |     |     |     |     |      |     |      |
| RAD | Radnički Maglaj     |     |     |     |     |     |      |     |      |
| TOŠK | TOŠK Tešanj         |     |     |     |     |     |      |     |      |
| ZAD | Zadrugar Tarevci    |     |     |     |     |     |      |     |      |
| ŽELJ | Željezničar Doboj   |     |     |     |     |     |      |     |      |
| |                     |     |     |     |     |     |      |     |      |
| podebljan rezultat - utakmice od 1. do 7. kola (1. utakmica između klubova) rezultat normalne debljine - utakmice od 8. do 14. kola (2. utakmica između klubova) rezultat nakošen - nije vidljiv redoslijed odigravanja međusobnih utakmica iz dostupnih izvora rezultat nakošen i smanjen * - iz dostupnih izvora nije uočljiv domaćin susreta prekrižen rezultat - poništena ili brisana utakmica p - utakmica prekinuta 3:0 p.f. / 0:3 p.f. - rezultat 3:0 bez borbe n.i. - nije igrano |                     |     |     |     |     |     |      |     |      |

 Izvori: 